# Hoplitis excisa
Hoplitis excisa is een vliesvleugelig insect uit de familie Megachilidae. De wetenschappelijke naam van de soort is voor het eerst geldig gepubliceerd in 1880 door Morawitz.